# Ponnier M.1
Il Ponnier M.1 era un caccia biplano monoposto sviluppato dall'azienda francese Avions Ponnier negli anni dieci del XX secolo.
Realizzato per soddisfare le richieste da parte del governo francese di velivoli militari nelle fasi iniziali della prima guerra mondiale, a causa delle sue carenze venne relegato a ruoli di seconda linea sia dalla francese Aviation militaire che dalla belga Militair Vliegwezen/Aviation militaire.

## Storia del progetto
Louis Alfred Ponnier, che rilevò nel 1912 l'originale azienda fondata dal pioniere dell'aviazione francese René Hanriot, decise di sviluppare un nuovo modello di aereo militare da proporre alle autorità militari francesi che, a causa dell'inizio della Prima guerra mondiale, avevano la necessità di adeguare il loro parco velivoli alle esigenze del conflitto in corso. Il progettista Émile Eugène Dupont, a capo dell'ufficio tecnico dell'azienda, disegnò un velivolo dall'impostazione convenzionale per l'epoca, monomotore ad elica traente con cellula monoposto abbinata ad una velatura biplana e carrello d'atterraggio biciclo fisso, equipaggiandolo con una singola mitragliatrice posizionata centralmente sopra l'ala superiore.
Il prototipo venne portato in volo per la prima volta nel corso del 1915 ma dimostrò fin dall'inizio gravi carenze nel controllo del volo. Durante il successivo periodo di prove venne testato in volo da un certo numero di piloti militari, tra cui gli assi francesi Charles Nungesser, che si infortunò gravemente mentre era ai suoi comandi, e Jean Navarre, che espressero giudizi fortemente negativi. Benché alcuni esemplari vennero acquistati dal governo francese ed inviati alle scuole di volo militari per la formazione dei piloti, le difficoltà di trovare una soluzione ai vari problemi tecnici impedirono a Ponnier di avviarne la produzione in serie

## Impiego operativo
Oltre ai pochi esemplari usati come addestratore nei reparti di addestramento francesi il Belgio, che aveva l'impellente necessità di integrare la sua aviazione militare con nuovi velivoli da caccia, in attesa di poter disporre degli Hanriot HD.1 emise un ordine per la fornitura di 30 caccia M.1.
Appena consegnati ai reparti, i piloti della Militair Vliegwezen/Aviation militaire non poterono altro che constatare la pericolosità del velivolo già riscontrata dai francesi. Per sopperire alle carenze nella stabilità di volo venne avviato un programma di test atto a determinare, tramite la sostituzione di alcune parti con altre di nuovo disegno, se fosse possibile migliorarne le caratteristiche. Venne adottato un impennaggio dalle superfici di diverso disegno con l'elemento verticale integrato da un'estesa pinna dorsale e, inoltre, venne rimosso il rivestimento ogivale posto sul mozzo dell'elica.
Queste modifiche, testate dall'asso belga Willy Coppens, si rivelarono tuttavia sostanzialmente inefficaci e, anche a causa delle proteste degli aviatori che si rifiutavano di pilotarlo, le autorità militari belghe ridussero la richiesta a sole 10 unità che vennero relegate a compiti di seconda linea e ben presto radiate dal servizio.

## Utilizzatori
Belgio
- Militair Vliegwezen/Aviation militaire

impiegò 10 esemplari dal 1916 al 1917.
 Francia
- Aviation militaire

impiegò un piccolo numero di esemplari per l'addestramento.